# نهر الحب (فلم)
نهر الحب هو فيلم رومانسي مصري أُصدر عام 1960، من إخراج عز الدين ذو الفقار، وبطولة فاتن حمامة وعمر الشريف وزكي رستم، الفيلم مأخوذ من قصة أنا كارنينا لليو تولستوي. وكان هذا الفيلم آخر لقاء بين النجمين الزوجين عمر الشريف وفاتن حمامة.

## القصة
نوال فتاة بسيطة تعيش مع أخيها المحامى الشاب ممدوح الذي يقوم باختلاس مبلغ من العهدة الموكلة لديه؛ فيعلم طاهر باشا رب عمله بهذا الاختلاس فيطلب يد أخت المحامي ممدوح كنوع من الابتزاز؛ فتقبل نوال حرصا علي مستقبل أخيها وزوجته؛ وتنتقل نوال للحياة في جحيم الحياة مع رجل لا يعرف للحب معني؛ حتي يمن الله عليها بابتسامة مشرقة تضئ حياتها هي ابنها هاني؛ وتسافر نوال لأخيها الذي سافر إلي الصعيد ليعمل بعيدا عن تضحية أخته بحياتها لأجله؛ وتلتقي خالد؛ الحب الذي طالما حلمت به؛ والذي لولا تضحيتها لكان هو مستقبلها؛ وتنشأ قصة حب بينهما؛ يذاع أمرها في الأوساط الراقية، تطلب الزوجة الطلاق إلا أن الباشا يطردها من المنزل ويحرمها من ابنها دون أن يحقق أملها، تسافر نوال مع خالد إلى لبنان، وتلتقط لهما الصحافة الصور، مما يدين نوال ويعطي زوجها وسيلة ابتزاز جديدة؛ فإما أن تنسي ابنها وطلاقها وإما أن تسجن بجريمة الزنا، يستشهد خالد في حرب 1948 ويحقق الزوج انتقامه حين يعلم بموت خالد فيطلقها ترجو نوال طاهر أن تعود لإبنها، فيرفض؛ فلا تجد في الحياة سبيلا سوي الموت؛ فيصدمها القطار وتموت.
وتعتمد قصة الفيلم علي فكرة الحب الغير مشروع ولكن استطاع المخرج أن يقلب المنطق الأخلاقي للفيلم ويجعل الجمهور يتعاطف مع الزوجة الخائنة وذلك عن طريق المبالغة في تصوير برودة مشاعر الزوج زكي رستم وقسوته في معاملة زوجته فاتن حمامة التي وقعت في حب رجل آخر وتركت من أجله زوجها وطفلها الوحيد

## انتقادات
تعرض الفيلم لبعض الانتقادات ومنها إنه يشجع على الخيانة وأنه لا يعالج أي قضية اجتماعية، فالفيلم مقتبس عن قصة أنا كارنينا والقصة الأصلية تحكي قصة زواج البطلة اضطراريا لظروف أسرية وتعاستها مع هذا الزوج ثم حبها لشخص آخر، القصة عقدتها هي انها لا يمكنها الطلاق لأنه وقتها لم يكن يوجد طلاق وبالتالي هي مجبرة على الاستمرار في حياة لا تريدها أما في الفيلم المصري صور الزوج على أنه معقد ورافض لطلاقها تعسفا، حيث من غير المنطقي أن يقال أن الطلاق ممنوع
ففي القصة الأصلية يوجد مشكلة اجتماعية حقيقية وهي أن الطلاق ضرورة لأن اجبار اثنان على الاستمرار في الزواج حتى الموت نتيجته كارثية وهي الدخول في علاقات خارج الزواج في الفيلم المصري لا توجد أي قضية اجتماعية محدد.
ولكن هناك وجهة نظر تجاهلها النقاد وهي قد يكون الفيلم يطرح قضية عدم قدرة المرأة على تطليق نفسها وهو ما تم حله بشكل جزئى الآن بما يسمى «الخلع» بالإضافة إلى أن النقاد تجاهلوا تهديد زوجها بتشويه سمعتها بالصور التي تجمعها بحبيبها مما قد يؤثر أيضا على أبنها وسمعته وكذلك تهديده بحرمانها من أبنها بنفوذه.

## روابط خارجية
- مقالات تستعمل روابط فنية بلا صلة مع ويكي بيانات